# Saison 1987-1988 de la LAH
Saison précédente Saison suivante
La saison 1987-88 de la Ligue américaine de hockey est la 52e saison de la ligue pendant laquelle quatorze équipes jouent chacune 80 matchs de saison régulière. Les Bears de Hershey remportent leur septième coupe Calder.
La règle des tirs de fusillades, instaurée la saison précédente est supprimée mais le point donné à une équipe perdant en prolongation est conservé.

## Changement de franchise
- Les Devils d'Utica rejoignent la ligue dans la division Sud.
- Les Golden Flames de Moncton deviennent les Hawks de Moncton.
- Les Nighthawks de New Haven et les Indians de Springfield passent de la division Sud à la division Nord.
- Les Red Wings de l'Adirondack passent de la division Nord à la division Sud.

## Saison régulière

### Classement
| Clt   | Équipe                       | PJ | V  | D  | N | DP | BP  | BC  | Pts |
| ----- | ---------------------------- | -- | -- | -- | - | -- | --- | --- | --- |
| +001, | Mariners du Maine            | 80 | 44 | 25 | 7 | 4  | 308 | 284 | 99  |
| +002, | Express de Fredericton       | 80 | 42 | 27 | 8 | 3  | 370 | 318 | 95  |
| +003, | Canadiens de Sherbrooke      | 80 | 42 | 33 | 4 | 1  | 316 | 243 | 89  |
| +004, | Oilers de la Nouvelle-Écosse | 80 | 35 | 34 | 9 | 2  | 323 | 343 | 81  |
| +005, | Nighthawks de New Haven      | 80 | 33 | 37 | 7 | 3  | 288 | 307 | 76  |
| +006, | Hawks de Moncton             | 80 | 27 | 43 | 8 | 2  | 286 | 358 | 64  |
| +007, | Indians de Springfield       | 80 | 27 | 44 | 8 | 1  | 269 | 333 | 63  |

| Clt   | Équipe                    | PJ | V  | D  | N  | DP | BP  | BC  | Pts |
| ----- | ------------------------- | -- | -- | -- | -- | -- | --- | --- | --- |
| +001, | Bears de Hershey          | 80 | 50 | 25 | 3  | 2  | 343 | 256 | 105 |
| +002, | Americans de Rochester    | 80 | 46 | 26 | 7  | 1  | 328 | 272 | 100 |
| +003, | Red Wings de l'Adirondack | 80 | 42 | 23 | 11 | 4  | 306 | 275 | 99  |
| +004, | Whalers de Binghamton     | 80 | 38 | 31 | 8  | 3  | 353 | 300 | 87  |
| +005, | Devils d'Utica            | 80 | 34 | 33 | 11 | 2  | 318 | 307 | 81  |
| +006, | Saints de Newmarket       | 80 | 33 | 33 | 8  | 6  | 282 | 328 | 80  |
| +007, | Skipjacks de Baltimore    | 80 | 13 | 58 | 9  | 0  | 268 | 434 | 35  |

- En gras : qualifiés pour les séries

### Meilleurs pointeurs
| Joueur             | Équipe                                                          | PJ | B  | A  | Pts | Pun |
| ------------------ | --------------------------------------------------------------- | -- | -- | -- | --- | --- |
| Bruce Boudreau     | Indians de Springfield                                          | 80 | 42 | 74 | 116 | 84  |
| Jean-Marc Lanthier | Express de Fredericton                                          | 74 | 35 | 71 | 106 | 37  |
| Jody Gage          | Americans de Rochester                                          | 76 | 60 | 44 | 104 | 46  |
| Real Turcotte      | Canadiens de Sherbrooke Skipjacks de Baltimore Hawks de Moncton | 66 | 36 | 66 | 102 | 64  |
| Gilles Thibaudeau  | Canadiens de Sherbrooke                                         | 59 | 39 | 57 | 96  | 45  |
| Mike Richard       | Whalers de Binghamton                                           | 72 | 46 | 48 | 94  | 23  |
| Murray Eaves       | Red Wings de l'Adirondack                                       | 65 | 39 | 54 | 93  | 65  |
| Tim Lenardon       | Devils d'Utica                                                  | 79 | 38 | 53 | 91  | 72  |
| Marty Dallman      | Saints de Newmarket                                             | 76 | 50 | 39 | 89  | 52  |
| Tom Martin         | Whalers de Binghamton                                           | 71 | 28 | 61 | 89  | 344 |

## Séries éliminatoires
Les quatre premiers de chaque division sont qualifiés pour les séries. Toutes les séries sont disputées au meilleur des sept matchs.
- Le premier de chaque division rencontre le quatrième pendant que le deuxième affronte le troisième.
- Les vainqueurs s'affronte en finale de division.
- Les gagnants de chaque moitié de tableau jouent la finale de la coupe Calder[4].

|  | Demi-finales de division | Demi-finales de division | Demi-finales de division | Demi-finales de division |    |             | Finales de division | Finales de division | Finales de division | Finales de division |  |  | Finale de la Coupe Calder | Finale de la Coupe Calder | Finale de la Coupe Calder | Finale de la Coupe Calder |
|  |                          |                          |                          |                          |    |             |                     |                     |                     |                     |  |  |                           |                           |                           |                           |
|  |                          |                          |                          |                          |    |             |                     |                     |                     |                     |  |  |                           |                           |                           |                           |
|  |                          |                          |                          |                          |    |             |                     |                     |                     |                     |  |  |                           |                           |                           |                           |
|  | N1                       | Maine                    | 4                        | 4                        |    |             |                     |                     |                     |                     |  |  |                           |                           |                           |                           |
|  | N1                       | Maine                    | 4                        | 4                        |    |             |                     |                     |                     |                     |  |  |                           |                           |                           |                           |
|  | N4                       | Nouvelle-Écosse          | 1                        | 1                        |    |             |                     |                     |                     |                     |  |  |                           |                           |                           |                           |
|  | N4                       | Nouvelle-Écosse          | 1                        | 1                        | N1 | Maine       | 1                   | 1                   |                     |                     |  |  |                           |                           |                           |                           |
|  |                          |                          |                          |                          | N1 | Maine       | 1                   | 1                   |                     |                     |  |  |                           |                           |                           |                           |
|  |                          |                          | N2                       | Fredericton              | 4  | 4           |                     |                     |                     |                     |  |  |                           |                           |                           |                           |
|  | N3                       | Sherbrooke               | N2                       | Fredericton              | 4  | 4           | 2                   | 2                   |                     |                     |  |  |                           |                           |                           |                           |
|  | N3                       | Sherbrooke               |                          |                          |    |             |                     | 2                   |                     |                     |  |  |                           |                           |                           |                           |
|  | N2                       | Fredericton              | 4                        | 4                        |    |             |                     |                     |                     |                     |  |  |                           |                           |                           |                           |
|  | N2                       | Fredericton              | 4                        | 4                        | N1 | Fredericton | 0                   | 0                   |                     |                     |  |  |                           |                           |                           |                           |
|  |                          |                          |                          |                          | N1 | Fredericton | 0                   | 0                   |                     |                     |  |  |                           |                           |                           |                           |
|  |                          |                          | S1                       | Hershey                  | 4  | 4           |                     |                     |                     |                     |  |  |                           |                           |                           |                           |
|  | S1                       | Hershey                  | S1                       | Hershey                  | 4  | 4           | 4                   | 4                   |                     |                     |  |  |                           |                           |                           |                           |
|  | S1                       | Hershey                  |                          |                          |    |             |                     |                     |                     |                     |  |  |                           |                           |                           |                           |
|  | S4                       | Binghamton               | 0                        | 0                        |    |             |                     |                     |                     |                     |  |  |                           |                           |                           |                           |
|  | S4                       | Binghamton               | 0                        | 0                        | S1 | Hershey     | 4                   | 4                   |                     |                     |  |  |                           |                           |                           |                           |
|  |                          |                          |                          |                          | S1 | Hershey     | 4                   | 4                   |                     |                     |  |  |                           |                           |                           |                           |
|  |                          |                          | S3                       | Adirondack               | 0  | 0           |                     |                     |                     |                     |  |  |                           |                           |                           |                           |
|  | S3                       | Adirondack               | S3                       | Adirondack               | 0  | 0           | 4                   | 4                   |                     |                     |  |  |                           |                           |                           |                           |
|  | S3                       | Adirondack               |                          |                          |    |             |                     | 4                   |                     |                     |  |  |                           |                           |                           |                           |
|  | S2                       | Rochester                | 3                        | 3                        |    |             |                     |                     |                     |                     |  |  |                           |                           |                           |                           |
|  | S2                       | Rochester                | 3                        | 3                        |    |             |                     |                     |                     |                     |  |  |                           |                           |                           |                           |
|  |                          |                          |                          |                          |    |             |                     |                     |                     |                     |  |  |                           |                           |                           |                           |

## Trophées

### Trophées collectifs
| Coupe Calder : Vainqueurs des séries                        | Bears de Hershey  |
| Trophée F.-G.-« Teddy »-Oke : Champions de la division Nord | Mariners du Maine |
| Trophée John-D.-Chick : Champions de la division Sud        | Bears de Hershey  |

### Trophées individuels
| Trophée Les-Cunningham : Meilleur joueur de la saison                                 | Jody Gage (Americans de Rochester)                                  |
| Trophée John-B.-Sollenberger : Meilleur pointeur                                      | Bruce Boudreau (Indians de Springfield)                             |
| Trophée Dudley-« Red »-Garrett : Meilleure recrue                                     | Mike Richard (Whalers de Binghamton)                                |
| Trophée Eddie-Shore : Meilleur défenseur de la saison                                 | David Fenyves (Bears de Hershey)                                    |
| Trophée Aldege-« Baz »-Bastien : Meilleur gardien                                     | Wendell Young (Bears de Hershey)                                    |
| Trophée Harry-« Hap »-Holmes : Gardien(s) de l'équipe ayant encaissé le moins de buts | Vincent Riendeau et Jocelyn Perreault (Canadiens de Sherbrooke)     |
| Trophée Louis-A.-R.-Pieri : Meilleur entraîneur de la saison                          | John Paddock (Bears de Hershey) et Mike Milbury (Mariners du Maine) |
| Trophée Fred-T.-Hunt : Joueur au meilleur esprit sportif'                             | Bruce Boudreau (Indians de Springfield)                             |
| Trophée Jack-A.-Butterfield : Meilleur joueur des séries                              | Wendell Young (Bears de Hershey)                                    |